# Kapałów Potok
Kapałów Potok – część wsi Lachowice w Polsce położona w województwie małopolskim, w powiecie suskim, w gminie Stryszawa.
W latach 1975–1998 Kapałów Potok znajdował się w województwie bielskim.